# Женщина — женщине
«Женщина — женщине» (англ. Woman to Woman) — немой фильм Грэма Кате. По словам самого Хичкока, история была взята из пьесы, с большим успехом шедшей на лондонских подмостках. Лента включена в список 75 самых разыскиваемых Британским институтом кино фильмов. Первый фильм продюсера Майкла Бэлкона.

## Сюжет
Английский офицер времен первой мировой войны во время отпуска в Париже знакомится с танцовщицей. По возвращении на фронт он получает контузию и теряет память.
После войны офицер женится на женщине из высшего общества. Появление танцовщицы с ребёнком приводит к конфликту. Фильм заканчивается смертью танцовщицы.

## В ролях
- Компсон, Бетти
- Клайв Брук
- Виктор Маклаглен (нет в титрах)

## Участие Альфреда Хичкока в картине
Альфред Хичкок принимал участие в создании сценария, работал ассистентом режиссёра.

«Более того! Мой друг, художник, не смог участвовать в работе, и я вызвался исполнять его функции. Так что я все делал сам плюс ещё занимался продюсерскими вопросами».
— Хичкок о своем участии в фильме